# اونو مرسته
اونو مرسته (استونیایی: Uno Mereste; ۲۷ مهٔ ۱۹۲۸ – ۶ دسامبر ۲۰۰۹) سیاستمدار، اقتصاددان و نماینده مجلس اهل استونی بود.